# Wilkoszyce
Wilkoszyce – osada w Polsce, położona w województwie zachodniopomorskim, w powiecie gryfińskim, w gminie Chojna
Do 2024 r. miejscowość była częścią miasta Chojna. Do 2022 osada wsi Mętno.
W latach 1975–1998 osada administracyjnie należała do województwa szczecińskiego.